# Laço de Wilson
Em teoria de gauge, um laço de Wilson (nomeado em relação a Kenneth G. Wilson) é um gauge-invariante observável obtido da holonomia da conexão gauge em torno de um dado laço. Na teoria clássica, a coleção de todos os laços de Wilson contém suficiente informação para reconstruir a conexão gauge, até a transformação gauge.
Em teoria quântica de campos, a definição de laços de Wilson observáveis como operadores bona fide sobre o espaço de Fock (atualmente, o teorema de Haag estabelece que o espaço de Fock não existe para TQCs interagentes) é um problema matematicamente delicado e requer regularização, usualmente por equipar cada laço com um emolduramento. A ação dos operadores de laço de Wilson tem a interpretação de criar uma excitação elementar do campo quântico o qual é localizado sobre o laço. Desta maneira, os "tubos de fluxo" de Faraday tornam-se excitações elementares do campo eletromagnético quântico.
Laços de Wilson foram introduzidos nos anos 1970 em uma tentativa de uma formulação de cromodinâmica quântica (QCD) não perturbativa, ou pelo menos como um conjunto de variáveis convenientes para lidar com o regime de interação forte da QCD. O problema do confinamento, para qual os laços de Wilson foram projetados para resolver, permanece insolúvel até hoje.
O fato que teorias quânticas de campos gauge fortemente acopladas têm excitações elementares não perturbativas as quais são os laços que motivaram Alexander Polyakov a formular a primeira teoria das cordas, as quais descrevem a propagação de um laço quântico elementar no espaço-tempo.
Laços de Wilson desempenham um papel importante na formulação da gravidade quântica em loop, mas são substituídas pela rede de spin, uma determinada generalização dos laços de Wilson.
Em física de partículas e teoria das cordas, laços de Wilson são frequentemente chamados linhas de Wilson, especialmente laços de Wilson em torno de laços não contrácteis de uma variedade compacta.

## Uma equação
A linha de Wilson variável {\displaystyle W_{C}} (ou melhor laço de Wilson variável, uma vez que é sempre lidar com linhas fechadas) é uma grandeza definida por um traço de um trajeto potencial ordenado de um campo gauge {\displaystyle A_{\mu }} transportado ao longo de uma linha fechada C:
{\displaystyle W_{C}:=\mathrm {Tr} \,(\,{\mathcal {P}}\exp i\oint _{C}A_{\mu }dx^{\mu }\,)\,.}
Aqui, {\displaystyle C} é uma linha curva fechada no espaço, {\displaystyle {\mathcal {P}}} é o operador trajeto ordenado. Sob uma transformação gauge
{\displaystyle {\mathcal {P}}e^{i\oint _{C}A_{\mu }dx^{\mu }}\to g(x){\mathcal {P}}e^{i\oint _{C}A_{\mu }dx^{\mu }}g^{-1}(x)\,},
onde {\displaystyle x\,} corresponde ao ponto inicial (e final) do laço (somente os pontos iniciais e finais de uma linha contribuem, onde transformações gauge entre estas cancelam uma a outra). Para gauges SU(2), por exemplo, um tem {\displaystyle g^{\pm 1}(x)\equiv \exp\{\pm i\alpha ^{j}(x){\frac {\sigma ^{j}}{2}}\}}; {\displaystyle \alpha ^{j}(x)} é uma função real arbitrária de {\displaystyle x}, e {\displaystyle \sigma ^{j}} são as três matrizes de Pauli; como usual, uma soma repetida ao longo de índices está implícita.
A invariância do traço sob permutações circulares garante que {\displaystyle W_{C}} é invariante sob transformações gauge. Note-se que a grandeza sobre a qual está se estabelecendo o traço é um elemento do grupo de Lie gauge e o traço é realmente o caráter deste elemento com respeito a um das infinitamente muitas representações irredutíveis, as quais implicam que os operadores {\displaystyle A_{\mu }\,dx^{\mu }} não são necessários ser descritos à "classe de traços" (assim com espectros puramente discretos), mas podem ser genericamente "hermitianos" (ou matematicamente: auto-adjunto) como usual. Precisamente porque nós estamos finalmente vendo o traço, isto não significa que ponto sobre o laço é fechado como o ponto inicial. Todos eles dão o mesmo valor.
Atualmente, se A é visto como uma conexão sobre um "G-fibrado principal", a equação acima realmente deveria ser "lida" como o transporte paralelo da identidade em torno do laço o qual daria um elemento do grupo de Lie G.
Note-se que um trajeto ordenado exponencial é uma conveniente notação simplificada em física que esconde um certo número de operações matemáticas. Um matemático refere-se ao trajeto ordenado exponencial da conexão como "a holonomia da conexão" e o caracteriza pela equação diferencial de transporte paralelo que esta satisfaz.
Em T=0, a variável do laço de Wilson caracteriza o confinamento ou desconfinamento de uma teoria quântica de campo gauge-invariante, nomeada de acordo a saber-se se a variável aumenta com a área, ou alternativamente com a circunferência do laço ("lei de área", ou alternativamente "lei circunferencial" também conhecida como "lei do perímetro").
Em QCD de temperatura finita, o valor térmico esperado da linha de Wilson distingue entre a fase confinada "hadrônica", e o estado desconfinado do campo, e.g., o muito debatido plasma de quarks-glúons.